# 死星
DS-1軌道戰鬥太空站（俗稱死星）是《星際大戰》系列電影中的虛構太空要塞。第一顆死星出現於《星際大戰四部曲：曙光乍現》、《星際大戰外傳：俠盜一號》中，第二顆未完工的死星二號則是出現在《星際大戰六部曲：絕地大反攻》裡。

## 原始設計
雖然在設計之初，死星的細節一直在變更，例如主砲的位置，但是基礎概念就是要設計出一個十分巨大的球體要塞。而為了表現出死星二號的未完工狀態，光影魔幻工業特效公司的製模員們傷透了腦筋，最後的成品是一個137公分高，只有上半部建設完畢的模型。但是在電影正式拍攝時，未完工的部份被改成了後半部。兩顆死星都被設定為以各個金屬元件拼湊而成，因此死星表面呈现出一種機械化的感覺。

## 概述
死星是銀河帝國製造的終極武器。在《星際大戰四部曲：曙光乍現》的劇情中，莉亞公主帶著死星的設計藍圖投靠反抗軍同盟，並要求反抗軍摧毀死星。帝國方面則威脅要摧毀莉亞公主的故鄉，以此脅迫莉亞公主背叛反抗軍，最後路克·天行者成功的摧毀了死星。但是死星一號被摧毀後，帝國又繼續建造了死星二號。在《星際大戰六部曲：絕地大反攻》中，反抗軍趁著死星二號尚未完工時發動奇襲，以蒙·卡拉馬里星際巡洋艦「家園一號」帶領下，最後也成功的破壞了死星二號。
在後來拍攝的《星際大戰二部曲：複製人全面進攻》中，有提及吉奧諾西斯人正在設計死星的藍圖。而在《星際大戰三部曲：西斯大帝的復仇》的結局裡，則有死星一號正在建設的畫面。
而在《星際大戰外傳：俠盜一號》的劇情裡，可以得知死星一號由蓋倫·厄索（Galen Erso）監督製造，完成時期約在《星際大戰四部曲：曙光乍現》之前沒多久，並講述了死星弱點的由來等等。

## 設計、製造過程

### 设计构想
卫星大小的战斗空间站的相关构想最早由被西斯尊主达斯·西迪厄斯和达斯·泰拉纳斯所利用的吉奧诺西斯人所开发，曾交由吉诺西斯人的大公，下等人波格尔督建。这种武器的核心——使用巨量“凱伯水晶(Kyber Crystals)”的超级激光炮的设计，其灵感其实来源于古代西斯的毁灭性武器。
在吉奧诺西斯人的帮助下，最高议长帕尔帕廷阴谋建造可怕的终极武器，一件银河系从未见过的武器。在克隆人战争初期，作为秘密的西斯尊主达斯·西迪厄斯，帕尔帕廷命令他的徒弟达斯·泰拉纳斯（又被称为杜库伯爵）把死星设计图从吉诺西斯送往科洛桑。就在克隆人战争如火如荼地进行时，死星在吉奧诺西斯星上空秘密成形。但是在吉奧诺西斯人的草图中，死星真的只是一颗“死”星，吉奧诺西斯人不知道应该如何安装超级武器。克隆人战争在吉奧诺西斯打响后，他们无暇再完善其设计。

### 开始建造
银河帝国成立后，涉足这个吉奥诺西斯这个前分离势力星球是被禁止的，只有极少数帝国高官被允许知晓这座战斗太空站的建造。帝国起初指定兰西特（Rancit） 中将管理保护死星的基地网，他在偏远的哨兵基地监督这些基地。威爾霍夫·塔金接替兰西特后，面临一系列的挑战，从装船延误和原材料短缺到错过工程期限和破坏企图。塔金被证明是一位有才干的指挥官。作为奖励，白卜庭将其任命为高级星区总督，使他能更好地控制死星工程。塔金成为这座战斗太空站的最大捍卫者，将它视为镇压所有叛乱、维护帕尔帕廷统治的关键。
然而，“天能工程”（Project Celestial Power）的研究中心主任盖伦·厄索(Galen Walton Erso)故意在死星中留下了一处致命缺陷，并委託叛逃的帝国飞行员菩提·鲁克（Bodhi Rook）去传出这一信息  。

### 初试威力
在死星尚未完全建成之时，威尔赫夫·塔金便强制要求当时的总监，也就是死星的主要设计者奥森·克伦尼克展示一下死星的威力。实际上是想让克伦尼克失败，借机夺取总监职位。然而死星成功的摧毁了杰达圣城，塔金见状，立即当众宣布由他接收死星的指挥权，这让克伦尼克恼羞成怒，他来到穆斯塔法求见西斯尊主达斯·维德，希望借此挑拨维德与塔金，自己坐收渔人之利，但是维德根本不吃这一套，克伦尼克也受到了达斯·维德的严厉警告，并被原力锁喉。事后杰达圣城的毁灭被解释为“采矿事故”。
在斯卡里夫战役中，为阻止反抗軍同盟得到死星的设计图，死星又摧毁了帝国的斯卡里夫基地。尽管帝国方面取得表面上的军事胜利，但死星的设计图已经被盖伦·厄索的女儿琴·厄索发送给了反抗軍同盟，奥森·克伦尼克在斯卡里夫战役中受伤，最终死在他自己一手设计的超级武器之下  。

### 无影无踪
帝国完成了死星的建造，但反抗軍同盟的侠盗一号（Rogue One）以本队全部阵亡与战友大量折损的代价设法窃取了包含死星图表的数据带。他们的目标：利用盖伦·厄索提供的线索，根据死星信息制出一套摧毁这个怪物的战术。
作为皇帝和高级星区总督塔金效力的帝国打手，达斯·维德率领一支帝国部队，在斯卡里夫战役（Battle of Scarif）刚刚结束、當反抗軍赶忙撤离之时试图追回死星设计图。这名西斯虽然没有在这方面取得成功，但逮捕了同情反抗軍的莉亞·奥加纳公主。为了展示死星的威力同时恐吓公主供出义军基地所在，高级星区总督塔金用这座太空站摧毁了公主的母星奥德朗，杀害了几十亿人。
歐比王、韓·索羅和卢克乘坐的千年隼号来到死星的引力范围，并被俘获，但他们机智脱身，还救出了莉亞公主，在死星上，欧比旺掩护卢克等人脱身，自己和维德展开光剑战斗，并选择了回归原力。
同盟的战略家利用偷来的死星图表找到了死星设计上的一个致命的弱点，一个用射线防护的细小热排气口由基地核心巨大的反应堆直通到其表面。如果通过舱口用质子鱼雷进行破坏，引起的连锁反应将摧毁整个空间站。
反抗軍同盟大胆地起用了所有的星际战机来对抗这个空间站。帝国对死星的力量非常自信，以至于从未将反抗軍同盟的战斗机视作威胁。毕竟这个空间站的设计是来抵挡大型战舰的攻击的。一开始，帝国甚至没有派出鈦战机进行还击。
凭借对死星唯一弱点的了解，同盟星际战机飞行员驾机冲向这件帝国超级武器。雅汶战役由此展开。由于路克·天行者的出色发挥，这一战成为反抗軍同盟的第一场重大胜利。在汉·索洛、欧比旺·克诺比的英灵以及原力的帮助下，卢克·天行者成功地命中了这个细小的目标，并导致了死星的毁灭。

## 影響
死星的要塞星球形象影響了後世不少作品，例如日本著名小說《銀河英雄傳說》裡的伊謝爾倫要塞，同樣是設定為人工製造的球型要塞，也一樣擁有一門威力強大的主砲——雷神之鎚。
二十世紀福斯電影公司於2008年舉辦了《哪個電影中的武器最受歡迎》票選活動，死星拿下第9名。
Ogame及AstroEmpires等太空战略游戏中最高级别的战斗舰艇名称亦来源于此。

## 其他細節

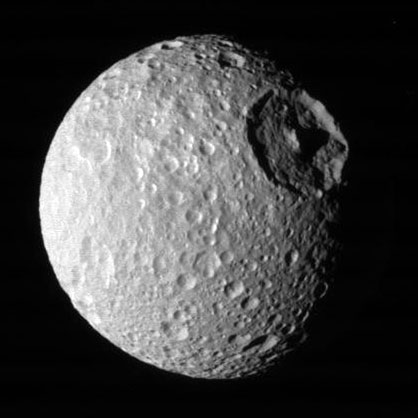
死星和土衛一極為相似

- 死星二號是帝國皇帝白卜庭以及帝國元帥達斯·維德的葬身之地，不過兩人並非因為死星二號被摧毀而死，而是在死星二號毀滅前兩人就在與路克·天行者的決鬥中分別死去。
- 从某些角度看，死星一號和土衛一极其相似。但这只是一种纯粹的巧合，因为在土卫一的第一张照片传回地球的三年前，《星球大战IV：曙光乍現》就已经上映了。
- 死星一號的摧毀效果有分（1977年版）及（2020年版）。

## 外部連結
- Wookieepedia上的相关条目：Death Star